# Stazione di Tor Vergata
Stazione di Tor Vergata vasútállomás Olaszországban, Frascati településen.

## Vasútvonalak
Az állomást az alábbi vasútvonalak érintik:
- Róma–Cassino–Nápoly-vasútvonal

## Kapcsolódó állomások
A vasútállomáshoz az alábbi állomások vannak a legközelebb:
- Stazione di Colle Mattia (Stazione di Cassino, FL6)
- Stazione di Ciampino (Stazione di Roma Termini, FL6)